# Manchester City Football Club 2006-2007
Questa pagina raccoglie i dati riguardanti il Manchester City Football Club nelle competizioni ufficiali della stagione 2006-2007.

## Divise
| Manica sinistra · Manica sinistra · Maglietta · Maglietta · Manica destra · Manica destra · Pantaloncini · Pantaloncini · Calzettoni · Calzettoni |
| Casa |

| Manica sinistra · Manica sinistra · Maglietta · Maglietta · Manica destra · Manica destra · Pantaloncini · Pantaloncini · Calzettoni · Calzettoni |
| Trasferta (v. 1) |

| Manica sinistra · Manica sinistra · Maglietta · Maglietta · Manica destra · Manica destra · Pantaloncini · Calzettoni · Calzettoni |
| Trasferta (v. 2) |

| Manica sinistra · Manica sinistra · Maglietta · Maglietta · Manica destra · Manica destra · Pantaloncini · Calzettoni · Calzettoni |
| Terza |

| Manica sinistra · Manica sinistra · Maglietta · Manica destra · Manica destra · Pantaloncini · Calzettoni |
| Portiere strip 1                                                                                          |

| Manica sinistra · Manica sinistra · Maglietta · Maglietta · Manica destra · Manica destra · Pantaloncini · Calzettoni |
| Portiere strip 2 |

| Manica sinistra · Manica sinistra · Maglietta · Maglietta · Manica destra · Manica destra · Pantaloncini · Calzettoni |
| Portiere strip 3 |

## Rosa
Aggiornata il 16 gennaio 2010
| N. |                        | Ruolo | Calciatore       |
| -- | ---------------------- | ----- | ---------------- |
| 1  | Svezia (bandiera)      | P     | Andreas Isaksson |
| 2  | Inghilterra (bandiera) | D     | Micah Richards   |
| 4  | Inghilterra (bandiera) | D     | Stephen Jordan   |
| 5  | Francia (bandiera)     | C     | Ousmane Dabo     |
| 7  | Irlanda (bandiera)     | C     | Stephen Ireland  |
| 8  | Inghilterra (bandiera) | C     | Joey Barton      |
| 10 | Francia (bandiera)     | C     | Djamel Abdoun    |
| 11 | Inghilterra (bandiera) | A     | Darius Vassell   |
| 12 | Inghilterra (bandiera) | P     | Nicky Weaver     |
| 14 | Scozia (bandiera)      | A     | Paul Dickov      |
| 15 | Francia (bandiera)     | D     | Sylvain Distin   |
| 16 | Nigeria (bandiera)     | D     | Nedum Onuoha     |

| N. |                        | Ruolo | Calciatore       |  |
| -- | ---------------------- | ----- | ---------------- |  |
| 17 | Cina (bandiera)        | D     | Sun Jihai        |  |
| 18 | Inghilterra (bandiera) | D     | Danny Mills      |  |
| 20 | Grecia (bandiera)      | A     | Giōrgos Samaras  |  |
| 21 | Germania (bandiera)    | C     | Dietmar Hamann   |  |
| 22 | Irlanda (bandiera)     | D     | Richard Dunne    |  |
| 24 | Stati Uniti (bandiera) | A     | DaMarcus Beasley |  |
| 25 | Inghilterra (bandiera) | P     | Joe Hart         |  |
| 26 | Inghilterra (bandiera) | D     | Matthew Mills    |  |
| 27 | Tunisia (bandiera)     | D     | Hatem Trabelsi   |  |
| 28 | Inghilterra (bandiera) | C     | Trevor Sinclair  |  |
| 30 | Italia (bandiera)      | A     | Bernardo Corradi |  |
| 43 | Inghilterra (bandiera) | C     | Ishmael Miller   |  |

## Calciomercato

### Sessione estiva(dall'1/7 all'1/9)
| Acquisti | Acquisti         | Acquisti  | Acquisti                   |
| R.       | Nome             | da        | Modalità                   |
| -------- | ---------------- | --------- | -------------------------- |
| P        | Andreas Isaksson | Rennes    | definitivo (3 milioni €)   |
| D        | Hatem Trabelsi   | Ajax      | definitivo (0 milioni €)   |
| C        | Ousmane Dabo     | Lazio     | definitivo (0 milioni €)   |
| C        | Dietmar Hamann   | Bolton    | definitivo (0.6 milioni €) |
| C        | DaMarcus Beasley | PSV       | prestito                   |
| A        | Paul Dickov      | Blackburn | definitivo (0 milioni €)   |
| A        | Bernardo Corradi | Valencia  | definitivo (3 milioni €)   |

| Cessioni | Cessioni                | Cessioni      | Cessioni                    |
| R.       | Nome                    | a             | Modalità                    |
| -------- | ----------------------- | ------------- | --------------------------- |
| P        | Kasper Schmeichel       | Bury          | prestito                    |
| P        | Geert de Vlieger        | Zulte Waregem | definitivo (0 milioni €)    |
| P        | David James             | Portsmouth    | definitivo (1.7 milioni €)  |
| D        | Danny Mills             | Hull City     | prestito                    |
| D        | Mikkel Bischoff         | Coventry City | definitivo (0 milioni €)    |
| D        | David Sommeil           | Sheffield Utd | definitivo (0 milioni €)    |
| C        | Willo Flood             | Cardiff City  | definitivo (0 milioni €)    |
| C        | Antoine Sibierski       | Newcastle Utd | definitivo (0 milioni €)    |
| C        | Tuomas Haapala          | Sandefjord    | definitivo (0 milioni €)    |
| C        | Lee Croft               | Norwich City  | definitivo (0.6 milioni €)  |
| C        | Albert Riera            | Espanyol      | fine prestito               |
| A        | Robbie Fowler           | Liverpool     | definitivo (0 milioni €)    |
| A        | Karl Bermingham         | Newry City    | definitivo (0 milioni €)    |
| A        | Andrew Cole             | Portsmouth    | definitivo (0.75 milioni €) |
| A        | Bradley Wright-Phillips | Southampton   | definitivo (0.1 milioni €)  |

### Sessione invernale(dal 7/1 al 2/2)
| Acquisti | Acquisti          | Acquisti       | Acquisti                 |
| R.       | Nome              | da             | Modalità                 |
| -------- | ----------------- | -------------- | ------------------------ |
| P        | Kasper Schmeichel | Bury           | fine prestito            |
| D        | Danny Mills       | Hull City      | fine prestito            |
| D        | Michael Ball      | PSV            | definitivo (0 milioni €) |
| C        | Jonathan D'Laryea | Mansfield Town | fine prestito            |
| C        | Djamel Abdoun     | Ajaccio        | prestito                 |
| A        | Émile Mpenza      | Al-Rayyan      | definitivo (0 milioni €) |

| Cessioni | Cessioni          | Cessioni          | Cessioni                    |
| R.       | Nome              | a                 | Modalità                    |
| -------- | ----------------- | ----------------- | --------------------------- |
| P        | Kasper Schmeichel | Falkirk           | prestito                    |
| P        | Joe Hart          | Tranmere          | prestito                    |
| D        | Ben Thatcher      | Charlton          | definitivo (0.75 milioni €) |
| D        | Matthew Mills     | Colchester Utd    | prestito                    |
| D        | Nathan D'Laryea   | Macclesfield Town | prestito                    |
| C        | Jonathan D'Laryea | Mansfield Town    | definitivo (0.05 milioni €) |
| C        | Kelvin Etuhu      | Rochdale          | prestito                    |
| C        | Claudio Reyna     | N.Y. Red Bulls    | definitivo (0 milioni €)    |
| A        | Ashley Grimes     | Swindon Town      | prestito                    |